# Anna Campová
Anna Campová, rodným jménem Anna Ragsdale Camp, (* 27. září 1982 Aiken, Jižní Karolína, Spojené státy americké) je americká herečka a zpěvačka. Nejvíce se proslavila rolemi v seriálech Pravá krev, Šílenci z Manhattanu (2010), Dobrá manželka (2011–2012) a The Mindy Project a ve filmech Ladíme! (2012), Ladíme 2 (2015) a Ladíme 3 (2017). Broadwayský debut přišel v roce 2008 s produkcí A Country House. V roce 2012 byla nominována na cenu Drama Desk Award za vystoupení ve hře All New People.

## Životopis
Narodila se v Aikenu v Jižní Karolíně. Je dcerou Dee (rozené Komegay) a Thomase Sewell Campa. Ma starší sestru Saludu, která je také herečka.
Vyrostla v Columbia v Jižní Karolíně. Navštěvovala Meadowfield Elementary School. V roce 2004 ukončila University of North Carolina School of the Arts s titulem v umění. Krátce na to se přestěhovala do New Yorku.

## Kariéra
V roce 2005 si zahrála roli Perfect ve hře columbinus. V roce 2007 byla nominována na cenu Lucille Lortel Award za roli ve hře The Scene. O rok později si zahrála po boku Daniela Radcliffa ve hře Equus.
V roce 2007 si zahrála v pilotní epizodě seriálu Reinventing the Wheelers, ale seriál nebyl vybrán stanicí ABC. V roce 2008 získala roli v pilotní epizodě dramatu Cashmere Mafia. Jako Sarah Newlin se objevila v druhé sérii seriálu Pravá krev, což ji vyneslo nominaci na SAG Award.
Jako host se objevila v seriálech: Kancl (2009), Glee (2009), Vražedná čísla (2010), V utajení (2010). Vedlejší roli získala ve čtvrté řadě dramatu Šílenci z Manhattanu a ve třetí řadě dramatu Dobrá manželka a Jak jsem poznal vaši matku.
V roce 2011 si zahrála ve hře All New People, kterou napsal Zach Braff.
V roce 2012 si zahrála roli Aubrey Posen v hudební komedii Ladíme!, roli si zopakovala ve sequelu filmu Ladíme 2 (2015) a Ladíme 3 (2017).

## Osobní život
V září 2008 se zasnoubila s hercem Michaelem Mosleym, o dva roky později se vzali. V roce 2013 zažádali o rozvod, který se uskutečnil v prosinci roku 2014. Od července 2014 chodí s hercem Skylarem Astinem, se kterým se seznámila na natáčení filmu Ladíme!. V lednu roku 2016 se zasnoubili a dne 10. září 2016 se vzali. Na konci srpna 2019 se dvojice rozvedla.

## Diskografie
- Pitch Perfect [Soundtrack Album] (2012)

## Filmografie

### Film
| Rok  | Název                           | Role              | Poznámky |
| ---- | ------------------------------- | ----------------- | --- |
| 2007 | A pak přišla láska              | Kikki             | |
| 2007 | Reinventing the Wheelers        | Meg Wheeler       | TV film |
| 2008 | Rakeťáci                        | Becca French      | |
| 2008 | Just Make Believe               | Kristin           | krátký film |
| 2009 | 8 Easy Steps                    | Laura             | krátký film |
| 2010 | Bottleworld                     | Chrissy           | |
| 2011 | Černobílý svět                  | Jolene French     | |
| 2012 | Forgetting the Girl             | Adrienne Gilcrest | |
| 2012 | Ladíme!                         | Aubrey Posen      | Filmová cena MTV v kategorii Nejlepší hudební moment Nominace – Filmová cena MTV v kategorii Nejvíce WTF moment |
| 2013 | Sequin Raze                     | Jessica           | krátký film |
| 2014 | Autumn Wanderer                 | Sara              | |
| 2014 | Damaged Goods                   | Nicole            | TV film |
| 2014 | Začít nanovo                    | Debbie Spengler   | |
| 2014 | The Oven                        | Sally Butler      | krátký film |
| 2015 | Ladíme 2                        | Aubrey Posen      | |
| 2015 | Vražedný plán                   | Sabrina           | |
| 2016 | Café Society                    | Candy             | |
| 2016 | One Night                       | Elizabeth         | |
| 2016 | Hrdinové z New Jersey           | Peg Prickett      | |
| 2017 | The Most Hated Woman in America | paní Lutz         | |
| 2017 | Ladíme 3                        | Aubrey Posen      | |
| 2018 | Egg                             | Kiki              | |
| 2019 | The Wedding Year                | Ellie             | |
| 2020 | Dokud nás vražda nerozdělí      | Edie              | |
| 2020 | Zoufalky                        | Brooke            | |

### Televize
| Rok       | Název                      | Role                           | Poznámky |
| --------- | -------------------------- | ------------------------------ | --- |
| 2008      | Cashmere Mafia             | Brooke Adaire                  | díl: Pilot |
| 2009      | Kancl                      | Penny Beesly                   | 2 díly |
| 2009      | Glee                       | Candace Dystra                 | díl: Okresní kolo |
| 2009–2014 | Pravá krev                 | Sarah Newlin                   | 23 dílů Satellite Award v kategorii Nejlepší obsazení dramatického seriálu nominace – Screen Actors Guild Award v kategorii Nejlepší obsazení dramatického seriálu |
| 2010      | Vražedná čísla             | Siouxsie Dark                  | díl: Ďábelská holka |
| 2010      | V utajení                  | Ashley Briggs                  | díl: Za vlast |
| 2010      | Šílenci z Manhattanu       | Bethany Van Nuys               | 3 díly |
| 2011      | I Hate That I Love You     | Sarah                          | TV film |
| 2011      | Rande není romantika       | Erin                           | díl: Perry Dates His Assistant |
| 2011      | Láska bolí                 | Prudence                       | díl: Ukaž, co umíš |
| 2011–2012 | Dobrá manželka             | Caitlin d'Arcy                 | 8 dílů |
| 2012      | Profesionální lháři        | Rachel Norbert                 | díl: Nebezpečné finanční nástroje |
| 2012–2013 | The Mindy Project          | Gwen Grandy                    | 13 dílů |
| 2013      | Vegas                      | Violet Mills                   | 4 díly |
| 2013      | Super Fun Night            | Felicity                       | nevysílaný pilot |
| 2013      | Jak jsem poznal vaši matku | Cassie                         | 2 díly |
| 2013–2015 | Suterén                    | Heather Doyle                  | 3 díly |
| 2014      | The League                 | Penny                          | díl: The Heavenly Fouler |
| 2014      | Damaged Goods              | Nicole                         | TV film |
| 2014–2017 | Sofia První                | Princess Ivy                   | 2 díly |
| 2015      | Star proti silám zla       | Pixie Empress                  | díl: Pixtopia |
| 2015      | Saints & Strangers         | Dorothy Bradford               | díl 1.1 |
| 2015      | Resident Advisors          | Constance Renfo                | díl: Conflict Resolution |
| 2016–2017 | Nezdolná Kimmy Schmidt     | Deidre Robespierre             | vedlejší role , 3 díly nominace – Gold Derby Awards v kategorii nejlepší ženský herecký výkon v hostující roli (komedie)                                           |
| 2016      | Good Girls Revolt          | Jane Hollander                 | 10 dílů |
| 2016      | The $100,000 Pyramid       | Samu sebe                      | díl: Randall Park vs Anna Camp |
| 2018      | The Stinky & Dirty Show    | Sender (hlas)                  | díl: Love Notes |
| 2018      | Harvey Street Kids         | Chevron (hlas)                 | 2 díly |
| 2019      | Vampirina                  | Frankensteinova nevěsta (hlas) | díl: Franken-Wedding |
| 2019      | Perfect Harmony            | Giinny                         | hlavní role, 13 dílů |

### Internet
| Rok  | Název                  | Role | Poznámky                           |
| ---- | ---------------------- | ---- | ---------------------------------- |
| 2013 | CollegeHumor Originals | Dana | epizoda: FOMO Horror Movie Trailer |

### Hudební video
| Rok  | Název              | Umělec     |
| ---- | ------------------ | ---------- |
| 2010 | „Marry Me“         | Train      |
| 2015 | „Crazy Youngsters“ | Ester Dean |